# Saurita albipuncta
Saurita albipuncta är en fjärilsart som beskrevs av M.Gaede 1926. Saurita albipuncta ingår i släktet Saurita och familjen björnspinnare. Inga underarter finns listade.